# PLA2G15
PLA2G15 (англ. Phospholipase A2 group XV) – білок, який кодується однойменним геном, розташованим у людей на короткому плечі 16-ї хромосоми. Довжина поліпептидного ланцюга білка становить 412 амінокислот, а молекулярна маса — 46 658.
| 10         |  | 20         |  | 30         |  | 40         |  | 50         |
| ---------- |  | ---------- |  | ---------- |  | ---------- |  | ---------- |
| MGLHLRPYRV |  | GLLPDGLLFL |  | LLLLMLLADP |  | ALPAGRHPPV |  | VLVPGDLGNQ |
| LEAKLDKPTV |  | VHYLCSKKTE |  | SYFTIWLNLE |  | LLLPVIIDCW |  | IDNIRLVYNK |
| TSRATQFPDG |  | VDVRVPGFGK |  | TFSLEFLDPS |  | KSSVGSYFHT |  | MVESLVGWGY |
| TRGEDVRGAP |  | YDWRRAPNEN |  | GPYFLALREM |  | IEEMYQLYGG |  | PVVLVAHSMG |
| NMYTLYFLQR |  | QPQAWKDKYI |  | RAFVSLGAPW |  | GGVAKTLRVL |  | ASGDNNRIPV |
| IGPLKIREQQ |  | RSAVSTSWLL |  | PYNYTWSPEK |  | VFVQTPTINY |  | TLRDYRKFFQ |
| DIGFEDGWLM |  | RQDTEGLVEA |  | TMPPGVQLHC |  | LYGTGVPTPD |  | SFYYESFPDR |
| DPKICFGDGD |  | GTVNLKSALQ |  | CQAWQSRQEH |  | QVLLQELPGS |  | EHIEMLANAT |
| TLAYLKRVLL |  | GP         |  |            |  |            |  |            |

A: Аланін

C: Цистеїн

D: Аспарагінова кислота

E: Глутамінова кислота

F: Фенілаланін

G: Гліцин

H: Гістидин

I: Ізолейцин

K: Лізин

L: Лейцин

M: Метіонін

N: Аспарагін

P: Пролін

Q: Глутамін

R: Аргінін

S: Серин

T: Треонін

V: Валін

W: Триптофан

Кодований геном білок за функціями належить до трансфераз, гідролаз, ацилтрансфераз. 
Задіяний у таких біологічних процесах, як метаболізм жирних кислот, метаболізм ліпідів, деградація ліпідів, альтернативний сплайсинг. 
Локалізований у мембрані, лізосомі.
Також секретований назовні.